# 中華文化發展促進會
中華文化發展促進會，簡稱文促會，是中華人民共和國的全国性文化学术团体，位于中国北京市朝阳区辛店路1号亚运新新家园朗月园1栋8号9号。

## 沿革
中华文化发展促进会成立於2001年6月。是由文艺界、学术界人士组成的全国性文化学术团体。中华文化发展促进会下设理事会、办公室、文化交流部、学术研究部、项目企划部，拥有中国华艺音像实业有限公司、华艺出版社及影视、广播、互联网站等传媒。中华文化发展促进会的宗旨是“弘扬中华文化、凝聚民族意识、推进祖国统一”。通过各种形式和渠道，向海内外介绍中国文明史、传播中华优秀传统文化艺术，出品介绍中国改革开放成就和精神文明建设成果的图书、画册、影视作品，每年在台港澳地区及海外举办学术交流及文艺演出、书展、影展、画展等文化交流活动。
自1994年開始，與黃埔軍校同學會合作，負責接待台灣退役將領的參訪團。2010年開始固定舉辦的中山黃埔兩岸情論壇，中華文化發展促進會皆參與協辦。
中华文化发展促进会與台灣方面的兩岸統合學會間有密切互動，經常合辦學術研討會。
2011年，中华文化发展促进会聘請許世詮等22人任该会自成立后的首批理事。
2020年8月31日，根据国家发展改革委《关于全面推开行业协会商会与行政机关脱钩改革的实施意见》（发改体改〔2019〕1063号），原由文旅部主管的中华文化发展促进会与文旅部分离，依法直接登记、独立运行，剥离行政职能，不再设置业务主管单位。取消对其直接财政拨款，通过政府购买服务等方式支持其发展。

## 历届领导

### 第二届（2016年12月27日—）[6]
- 会长：王正伟[6]
- 副会长：赵博[6]
- 秘书长：王法伟[6]

## 外部連結
- 中华文化发展促进会官方网站[永久]